# Adenozinski receptor
Adenozinski receptori (ili P1 receptori) su klasa purinskih receptora, G protein-spregnutih receptora sa adenozinom kao endogenim ligandom.

## Farmakologija
Kod ljudi postoje četiri adenozinska receptora. Svaki od njih je kodiran zasebnim genom i ima različite funkcije, mada postoje manja preklapanja. Na primer, oba, A1 i A2A receptor imaju ulogu u srcu, gde regulišu miokardnu potrošnju kiseonika i koronarni protok krvi, dok A2A receptor ima šire antiinflamatorne efekte u celom telu. Ova dva receptora takođe imaju važne uloge u mozgu, gde regulišu oslobađanje neurotransmitera poput dopamina i glutamata, dok su A2B i A3 receptori locirani uglavnom periferno i učestvuju u procesima kao što su inflamacija i imunski responsi.
Većina starijih hemijskih jedinjenja koja deluju na adenozinske receptore nisu selektivna. Endogeni agonist adenozin se koristi u bolnicama za tretman jake tahikardije (ubrzanog kucanja srca),. On usporava rad srca delujući direktno sva četiri adenozinska receptora u srčanom tkivu, kao i proizvodeći sedativni efekat delujući na A1 i A2A receptore u mozgu. Derivati ksantina kao što je kofein i teofilin dejstvuju kao neselektivni antagonisti na A1 i A2A receptore u srcu i mozgu, i imaju suprotan efekat od adenozina, proizvodeći stimulaciju i ubrzani rad srca. Ta jedinjenja takođe deluju kao inhibitori fosfodiesteraze, čime se proizvode dodatni antiinflamatorni efekti. Oni su medicinski korisni u tretmanu oboljenja kao što je astma, ali su manje podesni za upotrebu u naučnim istraživanjima.
Noviji agonisti i antagonisti adenozinskog receptora su znatno potentniji i podtip-selektivniji. To je omogućilo ekstenzivna istraživanja efekta blokiranja ili stimulisanja individualnih pod-tipova adenozinskog receptora, i dovelo do otkrića nove generacije selektivnih lekova sa mnogobrojnim potencijalnim medicinskim upotrebama. Neka od tih jedinjenja su derivati adenozinske ili ksantinske familije, dok su ostala ligandi koji su potpuno strukturno distinktni, što otvara širok opseg mogućnosti za dalja istraživanja.

## Literatura
1. ↑  Fredholm BB, Abbracchio MP, Burnstock G, Dubyak GR, Harden TK, Jacobson KA, Schwabe U, Williams M (1997). „Towards a revised nomenclature for P1 and P2 receptors”. Trends Pharmacol. Sci. 18 (3): 79—82. PMID 9133776. doi:10.1016/S0165-6147(96)01038-3.
2. ↑  Fredholm BB, IJzerman AP, Jacobson KA, Klotz KN, Linden J (2001). „International Union of Pharmacology. XXV. Nomenclature and classification of adenosine receptors”. Pharmacol. Rev. 53 (4): 527—52. PMID 11734617. Архивирано из оригинала 03. 12. 2018. г. Приступљено 10. 02. 2011.
3. ↑  Gao ZG, Jacobson KA (2007). „Emerging adenosine receptor agonists”. Expert Opinion on Emerging Drugs. 12 (3): 479—92. PMID 17874974. doi:10.1517/14728214.12.3.479.
4. ↑  Haskó G, Pacher P (2008). „A2A receptors in inflammation and injury: lessons learned from transgenic animals”. Journal of Leukocyte Biology. 83 (3): 447—55. PMC 2268631 . PMID 18160539. doi:10.1189/jlb.0607359.
5. ↑  Kalda A, Yu L, Oztas E, Chen JF (2006). „Novel neuroprotection by caffeine and adenosine A(2A) receptor antagonists in animal models of Parkinson's disease”. Journal of the Neurological Sciences. 248 (1-2): 9—15. PMID 16806272. doi:10.1016/j.jns.2006.05.003.
6. ↑  Fuxe K, Ferré S, Genedani S, Franco R, Agnati LF (2007). „Adenosine receptor-dopamine receptor interactions in the basal ganglia and their relevance for brain function”. Physiology & Behavior. 92 (1-2): 210—7. PMID 17572452. doi:10.1016/j.physbeh.2007.05.034.
7. ↑  Schiffmann SN, Fisone G, Moresco R, Cunha RA, Ferré S (2007). „Adenosine A2A receptors and basal ganglia physiology”. Progress in Neurobiology. 83 (5): 277—92. PMC 2148496 . PMID 17646043. doi:10.1016/j.pneurobio.2007.05.001.
8. ↑  Cunha RA, Ferré S, Vaugeois JM, Chen JF (2008). „Potential therapeutic interest of adenosine A2A receptors in psychiatric disorders”. Current Pharmaceutical Design. 14 (15): 1512—24. PMC 2423946 . PMID 18537674. doi:10.2174/138161208784480090.
9. ↑  Peart JN, Headrick JP (2007). „Adenosinergic cardioprotection: multiple receptors, multiple pathways”. Pharmacology & Therapeutics. 114 (2): 208—21. PMID 17408751. doi:10.1016/j.pharmthera.2007.02.004.
10. ↑  Cohen MV, Downey JM (2008). „Adenosine: trigger and mediator of cardioprotection”. Basic Research in Cardiology. 103 (3): 203—15. PMID 17999026. doi:10.1007/s00395-007-0687-7.
11. ↑  Ferré S (2008). „An update on the mechanisms of the psychostimulant effects of caffeine”. Journal of Neurochemistry. 105 (4): 1067—79. PMID 18088379. doi:10.1111/j.1471-4159.2007.05196.x.
12. ↑  Osadchii OE (2007). „Myocardial phosphodiesterases and regulation of cardiac contractility in health and cardiac disease”. Cardiovascular Drugs and Therapy / Sponsored by the International Society of Cardiovascular Pharmacotherapy. 21 (3): 171—94. PMID 17373584. doi:10.1007/s10557-007-6014-6.
13. ↑  Baraldi PG, Tabrizi MA, Gessi S, Borea PA (2008). „Adenosine receptor antagonists: translating medicinal chemistry and pharmacology into clinical utility”. Chemical Reviews. 108 (1): 238—63. PMID 18181659. doi:10.1021/cr0682195.
14. ↑  Cristalli G, Lambertucci C, Marucci G, Volpini R, Dal Ben D (2008). „A2A adenosine receptor and its modulators: overview on a druggable GPCR and on structure-activity relationship analysis and binding requirements of agonists and antagonists”. Current Pharmaceutical Design. 14 (15): 1525—52. PMID 18537675. doi:10.2174/138161208784480081.

## Spoljašnje veze
- „Adenosine Receptors”. IUPHAR Database of Receptors and Ion Channels. International Union of Basic and Clinical Pharmacology. Архивирано из оригинала 24. 10. 2016. г.
- Adenosine+Receptors на 